# おおぎやフーズ
株式会社おおぎやフーズは、群馬県安中市大竹に本社を置き、おおぎやラーメンを運営し、フランチャイズ展開を行うラーメンのチェーン店組織である。群馬県を中心に直営店・フランチャイズ店で約60店を展開している。

## 概説
1972年（昭和47年）に、創業者の飯塚岩緒が群馬県安中市の国道18号線沿いにて有名ラーメン店のフランチャイズ店として1号店「安中店」を開業。その後、1986年（昭和61年）に2号店「本庄店」3号店「倉賀野店」をオープンした。その後、1987年（昭和62年）に「藤岡店」「群馬町店」、1988年（昭和63年）に「沼田店」「所沢店」と半年に1店ペースで新規出店を続けた。しかしフランチャイズチェーンの内紛で1991年（平成3年）、フランチャイズを離脱して独立。1992年（平成4年）「おおぎやラーメン」ブランドとなった。1993年（平成5年）、「おおぎやラーメン」ブランドでフランチャイズ展開を開始。2000年（平成12年）に株式会社おおぎやフーズに社名変更。1993年（平成5年）に本社・めん工場、2004年（平成16年）にみそ工場、2009年（平成21年）に餃子工場を設立して直営・フランチャイズ店舗に提供。2014年（平成26年）に「とんかつ扇亭安中店」を開店してとんかつ事業にも進出している。

## 特徴

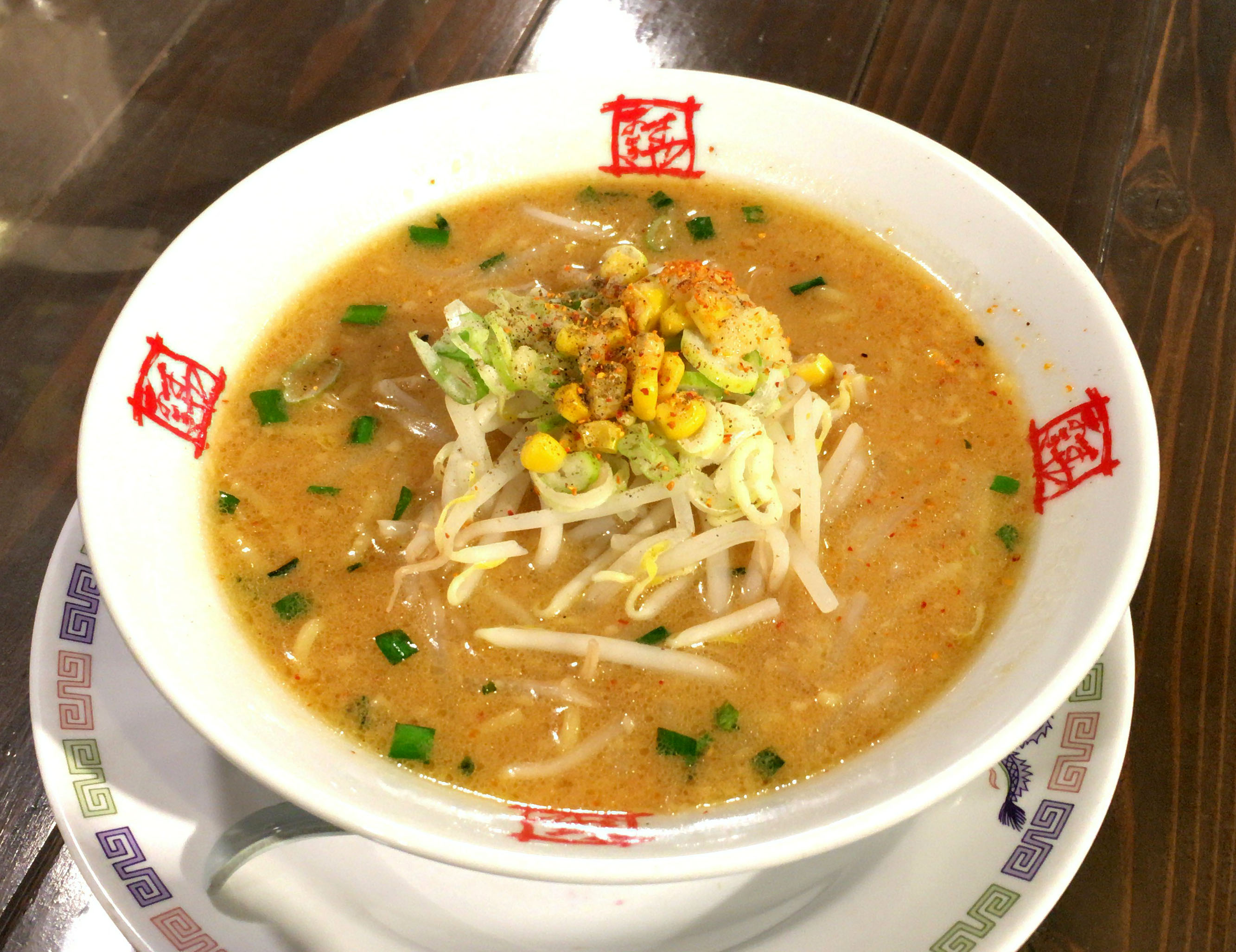
みそラーメン

めん・みそ・餃子の自社工場を持つ。めん工場では太麺・細麺・極細麺・平麺の4種類を製造してスープによって使い分けている。特に自社工場で製造した太麺と味噌を使ったみそラーメンは創業以来の人気メニューである。

## 店舗展開
2016年（平成28年）5月末現在、北は新潟県から西は栃木県、群馬県、埼玉県、長野県の全県に出店。直営店の30店舗を含め、フランチャイズ店合わせて60店舗を展開する。
なおフランチャイズ店舗からはめん・みそ・餃子の代金と必要経費のみを受け取りロイヤリティは徴収していない。

## 沿革
- 1972年（昭和47年） - 群馬県安中市に、有名なラーメン店のフランチャイズとして1号店「安中店」を開店[5][2][6][4]。
- 1984年（昭和59年） - 株式会社扇栄商事を設立[6][4]。
- 1986年（昭和61年） - 埼玉県本庄市に2号店「本庄店」、群馬県高崎市倉賀野町に3号店「倉賀野店」を開店[5][2][4]。
- 1987年（昭和62年） - 4号店「藤岡店」5号店「群馬町店」を開店[5][4]。
- 1988年（昭和63年） - 6号店「沼田店」7号店「所沢店」を開店[4]。
- 1989年（平成元年）- 8号店「吉岡店」を開店[4]。
- 1991年（平成3年） - フランチャイズを離脱して独立[5][7][4]。
- 1992年（平成4年） - 「おおぎやラーメン」ブランドとなる[5][7][4]。
- 1993年（平成5年） - フランチャイズ1号店「玉村店」を開店、フランチャイズ展開を開始[7][6][4]。
- 1993年（平成5年） - 本社・めん工場を新設[7][6][4]。
- 2000年（平成12年） - 株式会社おおぎやフーズに社名変更[6][4]。
- 2004年（平成16年） - みそ工場を設立[6][4]。
- 2009年（平成21年） - 群馬県沼田市に餃子工場を設立[6][4]。
- 2014年（平成26年） - とんかつ扇亭安中店を開店[9][4]。